# Frances Ondiviela
Francisca Ondiviela Otero (Las Palmas, Ilhas Canárias, 19 de maio de 1962) é uma atriz nascida na Espanha, com carreira no México, mais conhecida por antagonizar a telenovela Acorralada, interpretando a personagem Otávia Irazábal.

## Biografia
Filha de Antonio e Antonia Ondiviela, a atriz possui uma única irmã mais velha, Loly, e dois filhos, Natalia e Emiliano, nascidos no México.
Em 30 de agosto de 1980, com o pseudônimo de Paquita Ondiviela, se proclamava Miss Las Palmas e Miss Elegância. Dois meses depois, era coroada Miss Espanha em um concurso realizado em Puerto Príncipe, região de Benalmádena, em Málaga, e passava a representar seu país nos concursos de Miss Mundo, Miss Universo e Miss Internacional.
A partir de então, começa sua preparação como atriz na Escuela de Arte Dramático, na Espanha, e em 1982 estréia no cinema, com a ajuda do diretor José Antonio de la Loma, no filme Jugando con la muerte, onde divide créditos com Susana Dosamantes, Jorge Rivero, Maud Adams, George Peppard, entre outros.
Em 1983, passando a se chamar Pat Ondiviela, participa na terceira temporada do programa Un, dos, tres… responda otra vez, criado por Narciso Ibáñez Serrador para a TVE, da Espanha, onde faz parte do grupo de “azafatas” e secretárias que auxiliam o condutor do concurso televisivo apresentando os participantes, oferecendo as perguntas, contabilizando as respostas, dançando e cantando.
Em 1985 chega ao México, já com o pseudônimo Frances Ondiviela, à procura de novas oportunidades. Estudando teatro, vocalização e rádio, são José Luis Ibáñez e Francisco de la Mora os que lhe abrem o caminho dos cenários mexicanos.
Em 1986, realiza sua estreia no país azteca na série de terror La hora marcada, interpretando " La mujer de negro", a personificação da morte, que aparecia em todos os capítulos, em forma de bruxa ou de qualquer personagem, observando a vítima ou apenas no final do episódio. 
Em 1988 atua em sua primeira novela chamada El pecado de Oyuki, uma produção de Lucy Orozco. 
Em 1989 interpretou Natália Preciado, uma das vilãs da novela Simplemente María, que foi uma produção de Valentín Pimstein. Posteriomente em 1990 participou de Alcanzar una estrella, em 1991 fez uma participação em La pícara soñadora e em 1992 participou de El abuelo y yo , uma produção de Pedro Damián, protagonizada pelos atores Gael García Bernal e Ludwika Paleta, onde interpretava Fernanda.
Em 1993 antagoniza a novela Entre la vida y la muerte, uma produção de Angelli Nesma, onde dava vida à Ivonne del Castillo.
Também em 1994, atua na produção de Verónica Pimstein, Marimar, protagonizada pela cantora e atriz Thalía e pelo cantor e ator Eduardo Capetillo, onde interpreta Brenda, uma esperta e atraente mulher, comprometida com Gustavo Aldama, personagem de Miguel Palmer, o pai de Marimar, de quem deseja toda a fortuna, sem consegui-la.
Em 1995, atua na telenovela Bajo un mismo rostro, de Humberto Zurita e Christian Bach, onde dá vida à Melissa Papandreu. 
Em 1996 participa da reta final de María la del Barrio produzida por Angelli Nesma, onde vive a intrigante Cecília. No mesmo ano, interpreta a vilã da novela infantil Luz Clarita.
Em 1997, Frances Ondiviela interpreta Adriana em Salud, dinero y amor, uma telenovela de Emilio Larrosa, onde atua ao lado de Eduardo Santamarina, Itatí Cantoral, Carlos Bonavides, Martha Julia, entre outros. Neste ano, surgem rumores de um caso amoroso com Eduardo Santamarina, os quais são confirmados pela atriz, que alega ter sido vítima de Itatí Cantoral, que chegou para tomar seu namorado.
Em 1999, grava a telenovela Alma rebelde, uma produção de Nicandro Díaz, onde, ao lado de Lisette Morelos, Eduardo Verástegui, Karla Álvarez, Ariel López Padilla, Ana Martín, Arleth Terán, Aracely Arámbula e grande elenco, dá vida à Isabela. Também em 1999, é convidada a participar dos programas humorísticos ¿Qué nos pasa? e Cero en conducta.
No ano de 2000, Frances participa da telenovela Siempre te amaré, produzida por Juan Osorio, e compartilha cenas com Laura Flores, Fernando Carrillo, Arturo Peniche, Alejandra Ávalos, entre outros, interpretando Violeta.
Em 2002, regressa às telinhas pela Venevisión na novela Gata salvaje, telenovela de Arquímedes Rivero e Alfredo Shwartz, onde interpreta Maria Júlia, a mãe da protagonista Rosaura, vivida por Marlene Favela.
Em 2003, volta ao México e grava um episódio da série Mujer, casos de la vida real. Ainda no mesmo ano, fez uma participação na reta final de Amor real, produzida por Carla Estrada.
Em 2004, atua na telenovela Mujer de madera, realizada por Emilio Larrosa, onde dá vida à Georgina Barrenechea, junto de atores como Ana Patricia Rojo, Gabriel Soto, Jaime Camil, Maya Mishalska, Carlos Cámara Jr., entre outros. Neste mesmo ano regressa aos palcos e atua na peça Posdata tu gato ha muerto, uma comédia de Rubén Lara.
Em 2006, faz uma pequena aparição em La fea más bella, telenovela produzida por Rosy Ocampo, e, após gravar outro episódio da série Mujer, casos de la vida real, recebe o reconhecimento de Melhor atuação feminina pelo Premio Bravo. Também em 2006, grava um episódio da série Decisões da vida, produzida pela Telemundo.
Em 2007, volta aos Estados Unidos para gravar Acorrentada, uma telenovela da Venevisión, produzida por Dulce Terán e Arquímedes Rivero, onde interpreta a malvada Otávia Irazábal, uma mulher perversa, dona de uma maldade sem limites, que a todo custo tenta destruir a vida de Fedora Garcês, personagem de Sonya Smith.
No mesmo ano de 2007, Frances grava a telenovela Tormenta en el paraíso, onde interpreta Teresa Bravo, uma bela, mas ressentida mulher que sofre com a indiferença de seu esposo, busca consolo em outro homem e abandona seus filhos
Em 2009, Ondiviela participa na telenovela cômica Hasta que el dinero nos separe, produzida por Emilio Larrosa e protagonizada por Itatí Cantoral e Pedro Fernández
Em 2010, Frances Ondiviela regressa à Miami para gravar Eva Luna, a primeira co-produção da Venevisión e da Univisión Studios, a cargo de Carlos Sotomayor, onde vive a personagem Deborah, uma mulher que deve lutar para seguir em frente com seus sonhos profissionais e recuperar suas filhas que lhe foram tomadas quando eram pequenas, enquanto se dedica a vender cosméticos de porta em porta.
Em 2012 interpreta uma das vilãs da novela Un refugio para el amor.
Em 2013 co-protagonizou a novela Santa Diabla da Telemundo. 
Em 2014 integra o elenco de Voltea P' Que Te Enamores. Em 2018 regressa a televisão em Las Buchonas. 
Em 2020 fez uma participação especial na telenovela Médicos.
Em 2021 interpretou a antagonista principal da novela Diseñando tu amor.

## Carreira

### Telenovelas
- Diseñando tu amor (2021) .... Yolanda Pratas
- Médicos (2020-2021) .... Aurora "Chonita" Ocaranza
- Las Buchonas (2018-2019) .... Magnolia Cruz
- Voltea pa' que te enamores (2014) .... Pilar Amezcua
- Santa diabla (2013) .... Victoria Colleti
- Rosario (2012) .... Teresa Martínez
- Un refugio para el amor (2012) .... Julieta "July" Williams Vda. de Villavicencio
- Eva Luna (2010) .... Déborah Aldana
- Hasta que el dinero nos separe (2009) .... Rosaura "La Casada" Suárez de la Grana
- Tormenta en el paraíso (2007) .... María Teresa Bravo
- Acorralada (2007) .... Octavia Alarcón de Irazábal / Alicia
- La fea más bella (2006) .... Diana Medina
- Mujer, casos de la vida real (2006) .... Brenda, Sara, Sonia, Carmen Campuzano, Sandra
- La madrastra (2005) .... Manina
- Contra viento y marea (2005) .... Licenciada Eva Mendoza
- Mujer de madera (2004) .... Georgina Barrenechea
- Amor real (2003) .... Marie de la Roquette
- Gata salvaje (2002) .... María Julia Rodríguez
- Siempre te amaré (2000) .... Violeta Arizmendi de Garay
- Alma rebelde (1999) .... Isabel "Chabela"
- Noche de paz (1998) .... Chantal Pinuet
- Salud, dinero y amor (1997-1998) .... Adriana Rivas Cacho de Fontanont
- Luz Clarita (1996-1997) .... Bárbara Vda. de Lomelí
- María la del Barrio (1996) .... Cecilia
- Bajo un mismo rostro (1995) .... Melissa Papandreu
- Marimar (1994) .... Brenda Icaza
- Entre la vida y la muerte (1993) .... Ivonne del Castillo
- Carrusel de las Américas (1992)
- El abuelo y yo (1992) .... Fernanda Irigoyen de Díaz-Uribe
- La pícara soñadora (1991) .... Detetive Altavaz
- Alcanzar una estrella (1990) .... Lola
- Simplemente María (1989) .... Natalia Preciado
- El pecado de Oyuki (1988) .... Secretária
- Hora marcada (1986) .... La mujer de negro

### Programas
- Cero en conducta - Paloma Palomera Palomares (1999)
- Desmadruga2 - Ela mesma (2008/2011)
- Noche de perros - Ela mesma (2012)

### Cinema
- Perfume, efecto inmediato (1994)
- El Cid Cabreador (1983)
- Juana la Loca... de vez en cuando (1983)
- J.R. contraataca (1983)
- Latidos de pánico (Panic Beats) (1983)
- Jugando con la muerte (1982)